# Port lotniczy Saskatoon
Port lotniczy Saskatoon (IATA: YXE, ICAO: CYXE) – międzynarodowy port lotniczy położony 5,6 km na północny zachód od Saskatoon, w prowincji Saskatchewan, w Kanadzie.